# قضا و قدر
قضا و قدر در الهیات یعنی حوادث جهان تا چه اندازه به خواست و قانون ثابت خدا هستند و تا چه اندازه به اختیار موجودات به ویژه اختیار انسان.
البته در قرآن کریم به این مطلب اشاره شده‌است که سرنوشت مردم و قضای الهی با اعمال بد و خوب مردم ارتباط دارد چنان‌که می‌گوید «برای انسان مأمورانی است که پی درپی، از پیش رو، و از پشت سرش او را از فرمان خدا[= حوادث غیرحتمی] حفظ می‌کنند؛ و خداوند سرنوشت هیچ قومی (و ملّتی) را تغییر نمی‌دهد مگر آنکه آنان آنچه را در (وجود) خودشان است تغییر دهند؛ و هنگامی که خدا برای قومی (به خاطر اعمالشان) بدی (و عذاب) بخواهد، هیچ چیز مانع آن نخواهد شد؛ و جز خدا، (نجات دهنده و) سرپرستی نخواهند داشت.» یا می‌فرماید: «و اگر اهل شهرها و آبادی‌ها، ایمان می‌آوردند و تقوا پیشه می‌کردند، برکات آسمان و زمین را بر آن‌ها می‌گشودیم؛ ولی (آنها حق را) تکذیب کردند؛ ما هم آنان را به کیفر اعمالشان مجازات کردیم.»

## در اسلام
سید محمد جواد غروی می نویسد:
قضاء به معنای حکم ازلی ثابت در قانون عالم است و معلولات و اسباب و مسبباتی است که تغییر نمی‌پذیرد؛ و قدر تعین قضاء ازلی در اندازه‌ای معین است که در اختیار انسان می‌باشد بنابراین قضاء حتمی است و قدر به اختیار انسان موکول شده‌است. پس قضاء و قدر دو امر متلازم هم و از یکدیگر منفک نمی‌شوند زیرا قدر به منزلهٔ اساس، و قضاء به منزلهٔ بناء است. به عنوان مثال خداوند قضاء نموده که آتش هر چیز قابل سوختنی را بسوزاند، حال اگر این حکم در معرض ظهور واقع شد قدر است و در اختیار انسان قرار گرفته و هرگاه بخواهد آن را به کار گیرد مکان و زمان و سایر شروطش را به حکم عقل و شرع معین می‌سازد. قضاء در لغت به چند وجه آمده که بازگشتش به انقطاع شی و تمام شدن آن است و هر چیزی که عملش به اتمام رسد یا حتمی شود قضاء شده‌است. همچنین مراد از قدر تقدیر و تعیین اندازه کردن است و مقصود از قضاء خلق است چنان‌که خداوند در آیهٔ دوازدهم سورهٔ فصلت اشاره می‌کنند. مسئله اختیار در سنت کلامی اسلامی، همواره مسئله‌ای بحث‌انگیز بوده‌است. صاحبنظران در این حوزه، به چند فرقه جبریه و قدریه و امامیه تقسیم می‌شوند. در فرقه جبریه ، تأکید بر قضا و قدر است و در فرقه قدریه ، تأکید بر اختیار انسان و امامیه میگویند: به عبارت دیگر، استناد فعل به فاعل قریب و مباشر و به خدای متعال، در دو سطح است و فاعلیت الهی در طول فاعلیت انسان قرار دارد و چنان نیست که کارهایی که از انسان سر می‌زند یا باید مستند به او باشد و یا مستند به خدای متعال. بلکه این کارها در عین حال که مستند به اراده واختیار انسان است، در سطح بالاتری مستند به خدای متعال می‌باشد و اگر ارادۀ الهی تعلّق نگیرد نه انسانی هست و نه علم و قدرتی، و نه اراده و اختیاری، و نه کار و نتیجۀ کاری. و وجود همگی آنها نسبت به خدای متعال عین ربط و تعلّق و وابستگی است و هیچ‌کدام هیچ‌گونه استقلالی از خودشان ندارند. به بیان دیگر، کار اختیاری انسان با وصف اختیاریت مورد قضای الهی است و اختیاری بودن آن، از مشخّصات و از شؤون تقدیر آن است. پس اگر به صورت جبری تحقق یابد قضای الهی تخلف یافته است.

## در عرفان
از نظر عرفان تقدیر از طرف حق، هدایت است و کسی که ترک تدبیر کند، به تقدیر راضی شود و کسی که مشاهده مقدور کند خود را بی‌اختیار داند.
ز کشاکش چو کمانم، به کفِ گوش کشانم – قدر از بام درافتد چو درِ خانه ببندم. تقدیر در جریان قضای الاهی تحقق پیدا می‌کند.